# 全日本学生キックボクシング連盟
全日本学生キックボクシング連盟（ぜんにほんがくせいキックボクシングれんめい、University Kickboxing Federation ）は、日本の学生キックボクシングの統括団体。略称は学生キック、またはUKF 。
キックボクシングが一大ブームを席巻していた1972年10月に、日本大学・専修大学・帝京大学・拓殖大学・東海大学の5校による交流試合を皮切りに同連盟が発足。日本大学キックボクシング部初代主将で、キックボクサー・空手家の山崎照朝が設立に尽力している。1973年11月に第1回秋季大会が開かれて以降、毎年春と秋に全日本学生キックボクシング選手権を後楽園ホールで開催。秋の選手権では各階級のチャンピオン決定戦を行っている、2009年春は第70回大会を催した。

## 概要
ルールは防具無しで、パンチング・蹴り技・首相撲が認められている。基本は3分3ラウンド制。プロと異なるのは肘打ち、上段への膝蹴りが禁止である。大学スポーツとしての性格上、メディカルチェック・CTスキャンや減量の健康管理、安全講習等が義務付けられており、安全確保についてはプロ以上の厳重さがある。この各階級での王者を経てプロへ進んだ者もいる（ ⇒ #出身者）。各選手権では個人戦で各大学の勝敗をポイント式で積み上げ計算し、大学別の勝敗も同時に競う団体戦方式を採用している。後楽園ホールの試合やチャンピオン決定戦クラスの試合は大学対抗ということで学生キックボクシングのファンも存在する。
2013年11月30日に40周年記念祝賀会が東京都内で開かれ、設立者の山崎照朝をはじめ、キックボクシングの創始者・野口修、連盟出身者の土屋ジョー・山田隆博・SHIGERU・黒田アキヒロ・小山泰明・城戸康裕・江畑佳代子・KUDOら130人のOBが出席した。　

## 加盟校
※公式サイト表記順 2019年現在
- 日本大学
- 国士舘大学
- 東海大学
- 中央大学
- 専修大学
- 國學院大學
- 拓殖大学
- 東洋大学
- 創価大学
- 明星大学

かつて加盟していた大学
- 学習院大学
- 帝京大学
- 明治大学
- 東京富士大学

## 出身者
※公式サイト表記順。
- 土屋ジョー - 東海大学キックボクシング部出身。WKA世界バンタム級王者などプロキックボクシング4階級6冠制覇。
- 小笠原仁 - 國學院大學キックボクシング部出身。元ラジャダムナン・スタジアムジュニアミドル級王者。 ※日本人では藤原敏男に次ぐ史上2人目のタイでのムエタイ王者
- SHIGERU - 東海大学キックボクシング部出身。世界プロムエタイ連盟(WPMF)スーパーフェザー級王者。
- 藤原あらし - 明治大学キックボクシング部出身。全日本キックボクシング連盟バンタム級王者、MACH55優勝。
- 城戸康裕 - 国士舘大学キックボクシング部出身。K-1 WORLD MAX 2008 〜日本代表決定トーナメント〜優勝、MA日本ミドル級王者。
- 雅駿介 - 国士舘大学キックボクシング部出身。WMC日本ライト級王者など、ムエタイ3冠を獲得の後、総合格闘家へ転向。
- 黒田アキヒロ - 専修大学東洋伝拳法部出身、J-NETWORKライト級王者
- 山田隆博 - 全日本フライ級王者
- 小山泰明 - J-NETWORKフェザー級
- 江畑佳代子 - 女子ボクシングWBO世界ライトフライ級王者
- KUDO - プロレスラー
- 割澤誠 - 明星大学キックボクシング部出身。全日本キックボクシング連盟・バンタム級2位
- 島野智弘 - 明星大学キックボクシング部出身。全日本キックボクシング連盟・ライト級5位
- 小松隆也 - 東洋大学キックボクシング部出身。全日本キックボクシング連盟・ミドル級6位
- 高橋賢哉 - 中央大学キックボクシング部出身。NKBライト級3位
- 馬場健 - 國學院大學キックボクシング部出身。元新日本キックボクシング連盟・ミドル級6位
- 池田茂由 - 東海大学キックボクシング部出身。新日本キックボクシング協会・バンタム級王者